# Реншоу, Сэмюэл
Сэмюэл Реншоу (англ. Samuel Renshaw; 1892—1981) — американский психолог, ставший известным во время Второй мировой войны, когда он обучал моряков мгновенно опознавать вражеские самолёты, используя тахистоскопические тренировки. Он занимался в основном скоростным чтением и расширением способностей мозга, считая, что большинство людей используют лишь пятую их часть. Метод мелькающих страниц (flashing pages), использовавшийся Реншоу, позволял читать со скоростью от 1200 до 1400 слов в минуту
Роберт Хайнлайн упоминает его и его техники в нескольких своих произведениях, таких, как «Гражданин Галактики» (1957), Gulf (англ., 1949) и Stranger in a Strange Land (англ.). В своём FAQ писатель приводит статью об исследованиях Реншоу в газете «Saturday Evening Post» от 17 и 24 апреля, а также от 1 мая 1948 года, «You’re Not As Smart As You Could Be»..
В 1960-х Реншоу некоторое время проводил эксперименты в одной из школ в окрестностях Стэнфордского университета.
Систему опознавания морских судов и самолётов, созданную Сэмюэлом Реншоу Американская психологическая ассоциация назвала «спасшей невыразимое количество жизней».